# Волфганг Гьолер фон Равенсбург
Волфганг Гьолер фон Равенсбург (на немски: Wolfgang Göler von Ravensburg; през 16 и 17 век) е благородник от стария швабски рицарски род Гьолер фон Равенсбург от Крайхгау. Резиденцията на фамилията е дворец Равенсбург при Зулцфелд в Баден-Вюртемберг.
Той е син Ханс III Гьолер фон Равенсбург (1526 – 1601) и съпругата му Анна Мария фон Геминген († 1576), дъщеря на Волф фон Геминген († 1555) и Анна Маршалк/Маршал фон Остхайм († 1569).
Брат е на Ханс Фридрих (1565 – 1626), който продължава рода.
Волфганг Гьолер фон Равенсбург умира бездетен.